# Каменні Ключі (Асекеєвський район)
Ка́менні Ключі́ (рос. Каменные Ключи) — село у складі Асекеєвського району Оренбурзької області, Росія.

## Населення
Населення — 115 осіб (2010; 147 у 2002).
Національний склад (станом на 2002 рік):
- росіяни — 94 %